# Урай (Свердловская область)
Урай — посёлок в Свердловской области России, административно подчинённый городу Серову. Входит в Серовский муниципальный округ.
Ранее посёлок входил в состав Филькинского сельсовета города Серова.

## География
Посёлок Урай расположен в 15 километрах к востоку-юго-востоку от города Серова, на левом берегу реки Сосьвы — правого притока Тавды. Посёлок огибает озеро-старицу Урайское.
Через посёлок Урай проходит Свердловская железная дорога, здесь расположен остановочный пункт Урай. В окрестностях посёлка также расположен ландшафтный природный памятник — озеро Сосьвинские Старицы.
Менее чем в 1 километре к юго-западу от Урая находится посёлок Нижняя Пристань.

## Население
| 2002 | 2010 |
| ---- | ---- |
| 25   | ↘20  |